# (8233) Asada
(8233) Asada (1997 VZ2) – planetoida z pasa głównego asteroid okrążająca Słońce w ciągu 3,67 lat w średniej odległości 2,38 au. Odkryta 5 listopada 1997 roku.